# 36 Białoruski Pułk Policyjny
36 Białoruski Pułk Policyjny (ros. 36-й Белорусский полицейский полк) – kolaboracyjna ochotnicza jednostka policyjna złożona z Białorusinów podczas II wojny światowej.
Został utworzony w II poł. 1943 r. w miasteczku Urzecze. Na jego czele stał niemiecki oficer. Pułk składał się z białoruskich ochotników. Jedynym białoruskim oficerem był kpt. Baszarkiewicz, pełniący funkcję propagandysty. Następnie pułk został przeniesiony do Wołożyna, leżącego na północnym skraju Puszczy Nalibockiej. Tam Białorusini zwalczali partyzantów, ponosząc bardzo duże straty (zginął m.in. kpt. Baszarkiewicz). Kiedy Armia Czerwona weszła na Białoruś latem 1944 r., resztki pułku wraz z oddziałami niemieckimi i częścią białoruskich batalionów policyjnych wycofały się na ziemie polskie, gdzie w lipcu weszły w skład Schutzmannschaft-Brigade Siegling.